# Caryonopera triangularis
Caryonopera triangularis là một loài bướm đêm trong họ Noctuidae.